# Kanton Rieupeyroux
Rieupeyroux is een voormalig kanton van het Franse departement Aveyron. Het kanton maakte deel uit van het arrondissement Villefranche-de-Rouergue. Bij toepassing van het decreet van 21 februari 2014 werd  het op 22 maart 2015 samengevoegd  met het kanton Najac, de gemeente Morlhon-le-Haut van hetzelfde arrondissement en het kanton La Salvetat-Peyralès van het arrondissement Rodez tot het nieuwe kanton Aveyron et Tarn.

## Gemeenten
Het kanton Rieupeyroux omvatte de volgende gemeenten:
- La Bastide-l'Évêque
- La Capelle-Bleys
- Prévinquières
- Rieupeyroux (hoofdplaats)
- Saint-Salvadou
- Vabre-Tizac